# Västra Ryds socken, Östergötland
Västra Ryds socken i Östergötland ingick i  Ydre härad, ingår sedan 1971 i Ydre kommun och motsvarar från 2016 Västra Ryds distrikt.
Socknens areal är 135,44 kvadratkilometer varav 120,50 land. År 2000 fanns här 764 invånare. Tätorten  Rydsnäs med sockenkyrkan Västra Ryds kyrka ligger i socknen. 

## Administrativ historik
Västra Ryds socken omtalas i dokument första gången 1337 ("parrochis... ...Ryth") och kallades då Ryds socken. Tillägget Västra Ryd som lades till för att skilja socknen från Östra Ryd finns dokumenterad första gången 1737.
Från 1489 och en bit in på 1500-talet, ännu på 1520-talet men inte 1549 var Svinhults socken annexförsamling till Västra Ryds socken.
1 april 1877 överfördes till denna socken 23 3/4 mantal från Askeryds socken i Norra Vedbo härad bestående av Lägerbobygden: Olstorp med flera gårdar. 
Vid kommunreformen 1862 övergick socknens ansvar för de kyrkliga frågorna till Västra Ryds församling och för de borgerliga frågorna till Västra Ryds landskommun. Landskommunen uppgick 1952 i Ydre landskommun som 1971 blev Ydre kommun.
1 januari 2016 inrättades distriktet Västra Ryd, med samma omfattning som församlingen hade 1999/2000.
Socknen har tillhört samma fögderier och domsagor som Ydre härad.  De indelta soldaterna tillhörde   Första livgrenadjärregementet, Ydre kompani och Andra livgrenadjärregementet, Vifolka kompani.

## Geografi
Västra Ryds socken ligger vid sjöarna Östra Lägern och Västra Lagern. Socknen är en höglänt skogsbygd med länets högsta höjder som når 327 meter över havet.

## Fornlämningar
Kända från socknen är boplatser och tre hällkistor från stenåldern, spridda gravrösen från bronsåldern samt gravar och en fornborg från järnåldern. En runristning är antecknad vid Olstorp, nu borta.

## Namnet
Namnet (1337 Rydh) kommer från en bebyggelse vid kyrkan där ryd betyder 'röjning'.

## Kända personer från bygden
Andrew Peterson eller som han hette då Anders Pettersson, föddes den 20 oktober 1818 i Sjöarp i denna socken, känd för sin dagbok från sin emigration till Nordamerika våren 1850.

### Fotnoter
1. 1 2  Svensk Uppslagsbok andra upplagan 1947–1955: Västra+Ryd socken
2. 1 2  Harlén, Hans; Harlén Eivy (2003). Sverige från A till Ö: geografisk-historisk uppslagsbok. Stockholm: Kommentus. Libris 9337075. ISBN 91-7345-139-8
3. 1 2  ”Jordeboken”. Arkiverad från originalet den 20 april 2019. https://web.archive.org/web/20190420134544/http://jordebok.ra.se/dms/dms_4_6.pdf. Läst 20 april 2019.
4. ↑  Ryd&Typ=Alla&DatumFran=&DatumTill= Administrativ historik för Västra Ryd socken (Klicka på församlingsposten). Källa: Nationella arkivdatabasen, Riksarkivet.
5. 1 2  Sjögren, Otto (1931). Sverige geografisk beskrivning del 2 Östergötlands, Jönköpings, Kronobergs, Kalmar och Gotlands län. Stockholm: Wahlström & Widstrand. Libris 9939
6. 1 2  Nationalencyklopedin
7. ↑  Fornlämningar, Statens historiska museum: Västra Ryds socken, Östergötland
8. ↑  Fornminnesregistret, Riksantikvarieämbetet: Västra Ryds socken, Östergötland Fornminnen i socknen erhålls på kartan genom att skriva in sockennamn (utan "socken") i "Ange geografiskt område"
9. ↑  Mats Wahlberg, red (2003). Svenskt ortnamnslexikon. Uppsala: Institutet för språk och folkminnen. Libris 8998039. ISBN 91-7229-020-X. https://isof.diva-portal.org/smash/get/diva2:1175717/FULLTEXT02.pdf